# Шёнгерр, Карл Иоганн
Карл Иоганн Шёнгерр (10 июня 1772, Стокгольм — 28 марта 1848, Спарресетер, лен Скараборг) — шведский энтомолог.

## Биография
Карл Иоганн Шёнгерр родился в семье шелкоторговца, бывшего немецким эмигрантом. После смерти отца с 19-летнего возраста совместно с матерью управлял шёлковой мануфактурой, основанной отцом, и достиг в этом деле значительных успехов: его предприятие насчитывало более 200 работников. В 1802 году стал членом общества шелкопромышленников Швеции, в 1805 году вступил в партнёрство с Эриком Лундгреном, а в 1811 году продал своё дело последнему и удалился в собственное поместье в Скараборге, чтобы посвятить жизнь изучению насекомых, где и умер.
С 1789 года начал изучать систематику насекомых под руководством Тунберга, Гилленгаля и других; убедившись в царствующей в те времена в синонимии насекомых путанице, принялся за критическую разборку известных родов и видов. Результатом этого кропотливого труда явилась его «Synonymia Insectorum oder Versuch einer Synonymie aller bisher bekannten Insecten etc.» (1-й том: «Eleutherata oder Käfer», Стокгольм, 1806—1817, 3 части); четвёртая часть этого труда, обнимающая семейство долгоносиков, появилась в Париже (1833) и включает в себя самое известное произведение Шёнгерра: «Genera et Species Curculionidum cum Synonymia hujus familiae, species novae etc.», в котором сообщено 644 новых для того времени рода и до 7000 новых на тот момент видов этих жёсткокрылых; до появления этой монографии было известно всего 700 видов Curculionidae.
Свою великолепную коллекцию жуков, содержащую в том числе 4200 видов долгоносиков в 12600 экземплярах, Шёнгерр завещал Шведской академии наук, членом которой являлся в 1809 года. С 1828 года был также членом Шведской сельскохозяйственной академии.